# Cayo Fannio (tribuno de la plebe 187 a. C.)
Cayo o Gayo Fannio (en latín, Gaius Fannius) fue un político romano del siglo II a. C.

## Carrera pública
Ocupó el tribunado de la plebe en el año 187 a. C. en cuyo año apoyó en su nombre y en el de sus colegas (a excepción de Tiberio Graco) la declaración del pretor Quinto Terencio Culeón de que arrestaría y encarcelaría a Escipión Asiático si este no pagaba al Tesoro la elevada multa que se le había impuesto.